# 낙랑후
낙랑후(樂浪侯)는 고려의 후작위 중 하나이다. 

## 목록
- 고려 문종
- 왕경
- 왕침
- 김부식